# Mohamed Ashrafu
Mohamed Ashrafu (* 15. Oktober 1990 in Pottuvil) ist ein sri-lankischer Leichtathlet, der sich auf den Sprint spezialisiert hat.

## Sportliche Laufbahn
Erste internationale Erfahrungen sammelte Mohamed Ashrafu bei den Militärweltspielen 2015 im südkoreanischen Mungyeong, bei denen er das Halbfinale über 100 Meter erreichte sowie die Bronzemedaille mit der sri-lankischen 4-mal-100-Meter-Staffel gewann. 2016 gewann er bei den Südasienspielen in Guwahati in 10,69 s die Bronzemedaille über 100 Meter hinter seinem Landsmann Himasha Eashan und Hassan Saaid von den Malediven und gewann mit der Staffel in 39,96 s die Goldmedaille. 2017 nahm er an den Asienmeisterschaften in Bhubaneswar teil und belegte mit der Staffel in 39,69 s den vierten Platz. 2018 nahm er zum ersten Mal an den Commonwealth Games im australischen Gold Coast teil und belegte mit der sri-lankischen Staffel den sechsten Platz mit neuem nationalen Rekord von 39,08 s.

## Persönliche Bestleistungen
- 100 Meter: 10,42 s (+0,3 m/s), 3. Dezember 2015 in Diyagama
- 200 Meter: 21,63 s (+1,8 m/s), 13. November 2012 in Colombo